# Dell Rapids
Dell Rapids é uma cidade localizada no estado norte-americano de Dakota do Sul, no Condado de Minnehaha.

## Demografia
Segundo o censo norte-americano de 2000, a sua população era de 2980 habitantes.
Em 2006, foi estimada uma população de 3241, um aumento de 261 (8.8%).

## Geografia
De acordo com o United States Census Bureau tem uma área de
5,2 km², dos quais 5,1 km² cobertos por terra e 0,1 km² cobertos por água. Dell Rapids localiza-se a aproximadamente 460 m acima do nível do mar.

## Localidades na vizinhança
O diagrama seguinte representa as localidades num raio de 20 km ao redor de Dell Rapids.